# ISU Grand Prix w łyżwiarstwie figurowym 2008/2009
ISU Grand Prix w łyżwiarstwie figurowym 2008/2009 – 14. edycja zawodów w łyżwiarstwie figurowym. Zawodnicy podczas sezonu wystąpili w sześciu zawodach cyklu rozgrywek. Rywalizacja rozpoczęła się w Everett 23 października, a zakończyła w koreańskim Goyangu finałem Grand Prix, który odbył się w dniach 10–14 grudnia 2008 roku.

## Kalendarium zawodów
| Lp. | Data                               | Miejsce | Zawody                     | Źr. |
| --- | ---------------------------------- | ------- | -------------------------- | --- |
| 1   | 23–26 października 2008            | Everett | Skate America              |     |
| 2   | 31 października – 2 listopada 2008 | Ottawa  | Skate Canada International |     |
| 3   | 6–9 listopada 2008                 | Pekin   | Cup of China               |     |
| 4   | 13–16 listopada 2008               | Paryż   | Trophée Éric Bompard       |     |
| 5   | 20–23 listopada 2008               | Moskwa  | Cup of Russia              |     |
| 6   | 27–30 listopada 2008               | Tokio   | NHK Trophy                 |     |
| 7   | 10–14 grudnia 2008                 | Goyang  | Finał Grand Prix           |     |

## Medaliści

### Soliści
| Zawody                     | 1. miejsce      | 2. miejsce       | 3. miejsce      | Źr.   |
| -------------------------- | --------------- | ---------------- | --------------- | ----- |
| Skate America              | Takahiko Kozuka | Johnny Weir      | Evan Lysacek    | [ 1 ] |
| Skate Canada International | Patrick Chan    | Ryan Bradley     | Evan Lysacek    | [ 2 ] |
| Cup of China               | Jeremy Abbott   | Stephen Carriere | Tomáš Verner    | [ 3 ] |
| Trophée Éric Bompard       | Patrick Chan    | Takahiko Kozuka  | Alban Préaubert | [ 4 ] |
| Cup of Russia              | Brian Joubert   | Tomáš Verner     | Alban Préaubert | [ 5 ] |
| NHK Trophy                 | Nobunari Oda    | Johnny Weir      | Yannick Ponsero | [ 6 ] |
| Finał Grand Prix           | Jeremy Abbott   | Takahiko Kozuka  | Johnny Weir     | [ 7 ] |

### Solistki
| Zawody                     | 1. miejsce       | 2. miejsce    | 3. miejsce       | Źr.    |
| -------------------------- | ---------------- | ------------- | ---------------- | ------ |
| Skate America              | Kim Yu-na        | Yukari Nakano | Miki Andō        | [ 8 ]  |
| Skate Canada International | Joannie Rochette | Fumie Suguri  | Alissa Czisny    | [ 9 ]  |
| Cup of China               | Kim Yu-na        | Miki Andō     | Laura Lepistö    | [ 10 ] |
| Trophée Éric Bompard       | Joannie Rochette | Mao Asada     | Caroline Zhang   | [ 11 ] |
| Cup of Russia              | Carolina Kostner | Rachael Flatt | Fumie Suguri     | [ 12 ] |
| NHK Trophy                 | Mao Asada        | Akiko Suzuki  | Yukari Nakano    | [ 13 ] |
| Finał Grand Prix           | Mao Asada        | Kim Yu-na     | Carolina Kostner | [ 14 ] |

### Pary sportowe
| Zawody                     | 1. miejsce                         | 2. miejsce                            | 3. miejsce                            | Źr.    |
| -------------------------- | ---------------------------------- | ------------------------------------- | ------------------------------------- | ------ |
| Skate America              | Alona Sawczenko / Robin Szolkowy   | Keauna McLaughlin / Rockne Brubaker   | Marija Muchortowa / Maksim Trańkow    | [ 15 ] |
| Skate Canada International | Yūko Kawaguchi / Aleksandr Smirnow | Jessica Dubé / Bryce Davison          | Keauna McLaughlin / Rockne Brubaker   | [ 16 ] |
| Cup of China               | Zhang Dan / Zhang Hao              | Tetiana Wołosożar / Stanisław Morozow | Pang Qing / Tong Jian                 | [ 17 ] |
| Trophée Éric Bompard       | Alona Sawczenko / Robin Szolkowy   | Marija Muchortowa / Maksim Trańkow    | Meagan Duhamel / Craig Buntin         | [ 18 ] |
| Cup of Russia              | Zhang Dan / Zhang Hao              | Yūko Kawaguchi / Aleksandr Smirnow    | Tetiana Wołosożar / Stanisław Morozow | [ 19 ] |
| NHK Trophy                 | Pang Qing / Tong Jian              | Rena Inoue / John Baldwin             | Jessica Dubé / Bryce Davison          | [ 20 ] |
| Finał Grand Prix           | Pang Qing / Tong Jian              | Zhang Dan / Zhang Hao                 | Alona Sawczenko / Robin Szolkowy      | [ 21 ] |

### Pary taneczne
| Zawody                     | 1. miejsce                              | 2. miejsce                         | 3. miejsce                         | Źr.    |
| -------------------------- | --------------------------------------- | ---------------------------------- | ---------------------------------- | ------ |
| Skate America              | Isabelle Delobel / Olivier Schoenfelder | Tanith Belbin / Benjamin Agosto    | Sinead Kerr / John Kerr            | [ 22 ] |
| Skate Canada International | Meryl Davis / Charlie White             | Vanessa Crone / Paul Poirier       | Nathalie Péchalat / Fabian Bourzat | [ 23 ] |
| Cup of China               | Oksana Domnina / Maksim Szabalin        | Tanith Belbin / Benjamin Agosto    | Jana Chochłowa / Siergiej Nowicki  | [ 24 ] |
| Trophée Éric Bompard       | Isabelle Delobel / Olivier Schoenfelder | Federica Faiella / Massimo Scali   | Sinead Kerr / John Kerr            | [ 25 ] |
| Cup of Russia              | Jana Chochłowa / Siergiej Nowicki       | Oksana Domnina / Maksim Szabalin   | Meryl Davis / Charlie White        | [ 26 ] |
| NHK Trophy                 | Federica Faiella / Massimo Scali        | Nathalie Péchalat / Fabian Bourzat | Emily Samuelson / Evan Bates       | [ 27 ] |
| Finał Grand Prix           | Isabelle Delobel / Olivier Schoenfelder | Oksana Domnina / Maksim Szabalin   | Meryl Davis / Charlie White        | [ 28 ] |

## Klasyfikacje punktowe
Zobacz też: Zasady cyklu Grand Prix
| Miejsce w zawodach | Liczba punktów                 | Liczba punktów |
| Miejsce w zawodach | Soliści Solistki Pary taneczne | Pary sportowe  |
| ------------------ | ------------------------------ | -------------- |
| 1.                 | 15                             | 15             |
| 2.                 | 13                             | 13             |
| 3.                 | 11                             | 11             |
| 4.                 | 9                              | 9              |
| 5.                 | 7                              | 7              |
| 6.                 | 5                              | 5              |
| 7.                 | 4                              | —              |
| 8.                 | 3                              | —              |

| Poz.                                           | Zawodnik                                       | Punkty                                         |
| Miejsca 1–6: kwalifikacja do Finału Grand Prix | Miejsca 1–6: kwalifikacja do Finału Grand Prix | Miejsca 1–6: kwalifikacja do Finału Grand Prix |
| ---------------------------------------------- | ---------------------------------------------- | ---------------------------------------------- |
| 1                                              | Patrick Chan                                   | 30                                             |
| 2                                              | Takahiko Kozuka                                | 28                                             |
| 3                                              | Johnny Weir                                    | 26                                             |
| 4                                              | Brian Joubert                                  | 24                                             |
| 5                                              | Jeremy Abbott                                  | 24                                             |
| 6                                              | Tomáš Verner                                   | 24                                             |
| Miejsca 7–9: rezerwa do Finału Grand Prix      |                                                |                                                |
| 7                                              | Alban Préaubert                                | 22                                             |
| 8                                              | Jeremy Abbott                                  | 22                                             |
| 9                                              | Evan Lysacek                                   | 20                                             |

| Poz.                                           | Zawodniczka                                    | Punkty                                         |
| Miejsca 1–6: kwalifikacja do Finału Grand Prix | Miejsca 1–6: kwalifikacja do Finału Grand Prix | Miejsca 1–6: kwalifikacja do Finału Grand Prix |
| ---------------------------------------------- | ---------------------------------------------- | ---------------------------------------------- |
| 1                                              | Kim Yu-na                                      | 30                                             |
| 2                                              | Joannie Rochette                               | 30                                             |
| 3                                              | Mao Asada                                      | 28                                             |
| 4                                              | Carolina Kostner                               | 24                                             |
| 5                                              | Yukari Nakano                                  | 24                                             |
| 6                                              | Miki Andō                                      | 24                                             |
| Miejsca 7–9: rezerwa do Finału Grand Prix      |                                                |                                                |
| 7                                              | Fumie Suguri                                   | 24                                             |
| 8                                              | Rachael Flatt                                  | 22                                             |
| 9                                              | Alissa Czisny                                  | 20                                             |

| Poz.                                           | Zawodnicy                                      | Punkty                                         |
| Miejsca 1–6: kwalifikacja do Finału Grand Prix | Miejsca 1–6: kwalifikacja do Finału Grand Prix | Miejsca 1–6: kwalifikacja do Finału Grand Prix |
| ---------------------------------------------- | ---------------------------------------------- | ---------------------------------------------- |
| 1                                              | Alona Sawczenko / Robin Szolkowy               | 30                                             |
| 2                                              | Zhang Dan / Zhang Hao                          | 30                                             |
| 3                                              | Yūko Kawaguchi / Aleksandr Smirnow             | 28                                             |
| 4                                              | Pang Qing / Tong Jian                          | 26                                             |
| 5                                              | Tetiana Wołosożar / Stanisław Morozow          | 24                                             |
| 6                                              | Marija Muchortowa / Maksim Trańkow             | 24                                             |
| Miejsca 7–9: rezerwa do Finału Grand Prix      |                                                |                                                |
| 7                                              | Keauna McLaughlin / Rockne Brubaker            | 24                                             |
| 8                                              | Jessica Dubé / Bryce Davison                   | 24                                             |
| 9                                              | Rena Inoue / John Baldwin                      | 20                                             |

| Poz.                                           | Zawodnicy                                      | Punkty                                         |
| Miejsca 1–6: kwalifikacja do Finału Grand Prix | Miejsca 1–6: kwalifikacja do Finału Grand Prix | Miejsca 1–6: kwalifikacja do Finału Grand Prix |
| ---------------------------------------------- | ---------------------------------------------- | ---------------------------------------------- |
| 1                                              | Isabelle Delobel / Olivier Schoenfelder        | 30                                             |
| 2                                              | Oksana Domnina / Maksim Szabalin               | 28                                             |
| 3                                              | Federica Faiella / Massimo Scali               | 28                                             |
| 4                                              | Jana Chochłowa / Siergiej Nowicki              | 26                                             |
| 5                                              | Meryl Davis / Charlie White                    | 26                                             |
| 6                                              | Tanith Belbin / Benjamin Agosto                | 26                                             |
| Miejsca 7–9: rezerwa do Finału Grand Prix      |                                                |                                                |
| 7                                              | Nathalie Péchalat / Fabian Bourzat             | 24                                             |
| 8                                              | Vanessa Crone / Paul Poirier                   | 22                                             |
| 9                                              | Sinead Kerr / John Kerr                        | 22                                             |